# Nenenia aurulenta
Nenenia aurulenta là một loài bọ cánh cứng trong họ Cerambycidae.